# Lavinius
Publius Lavinius (I poł. II wieku) – gramatyk rzymski.
Publiusz Lawiniusz został wymieniony przez Aulusa Gelliusza jako autor traktatu De Verbis Sordidi. Być może jest tą samą osobą co Laevinus wspomniany przez Makrobiusza.